# Cynoscion
Cynoscion és un gènere de peixos de la família dels esciènids i de l'ordre dels perciformes.

## Morfologia
- Cos allargat, fusiforme, comprimit i ovalat en secció transversal.
- Cap baix.
- Boca grossa i obliqua.
- Part davantera de la mandíbula superior amb 1 parell de canines grans i punxegudes.

## Taxonomia
- Cynoscion acoupa (Lacépède, 1801)
- Cynoscion albus (Günther, 1864)
- Cynoscion analis (Jenyns, 1842)
- Cynoscion arenarius (Ginsburg, 1930)
- Cynoscion guatucupa (Cuvier, 1830)
- Cynoscion jamaicensis (Vaillant & Bocourt, 1883)
- Cynoscion leiarchus (Cuvier, 1830)
- Cynoscion microlepidotus (Cuvier, 1830)
- Cynoscion nannus (Castro-Aguirre & Arvizu-Martinez, 1976)
- Cynoscion nebulosus (Cuvier, 1830)[2][3][4][5]
- Cynoscion nortoni (Béarez, 2001)[6]
- Cynoscion nothus (Holbrook, 1855)
- Cynoscion othonopterus (Jordan & Gilbert, 1882)
- Cynoscion parvipinnis (Ayres, 1861)
- Cynoscion phoxocephalus (Jordan & Gilbert, 1882)
- Cynoscion praedatorius (Jordan & Gilbert, 1889)
- Cynoscion regalis (Bloch & Schneider, 1801)
- Cynoscion reticulatus (Günther, 1864)
- Cynoscion similis (Randall & Cervigón, 1968)
- Cynoscion squamipinnis (Günther, 1867)
- Cynoscion steindachneri (Jordan, 1889)
- Cynoscion stolzmanni (Steindachner, 1879)
- Cynoscion striatus (Cuvier, 1829)[7]
- Cynoscion virescens (Cuvier, 1830)
- Cynoscion xanthulus (Jordan & Gilbert, 1882)[8][9][10][11][12][13]